# Død tante
Død tante er en alkoholisk drik fra Vestkysten af Sydslesvig. Varm kakao hældes i en kop, hvorefter flensborg-rom tilsættes. Ovenpå kommer vanilje og flødeskum. Det tyske navn er Tote Tante.
Navnet Død tante stammer fra ældre sønderjyske opskriftssamlinger, hvor den døde tante var en sød kusine til drikken farisæer. Legenden forklarer navnet ved en kvinde (tante) fra øen Før, som var emigreret til Amerika. Det var altid hendes ønske senere at blive begravet på sin hjemø. Efter hendes død viste det sig dog, at overførslen til Før ville være alt for dyr. Men føringerne fik den idé at smugle hendes lig i en kakaokasse til øen, hvor hun til sidst fik en værdig begravelse. Drikken med rom og kakao fik senere til ære for den hjemvendte kvinde navnet Død tante.